# هيلين موراليس
هيلين موراليس (بالإنجليزية: Helen Morales)‏ هي باحثة في تاريخ العصور الكلاسيكية بريطانية، ولدت في 1 مايو 1970 في إيستبورن في المملكة المتحدة.